# Trebiano
Trebiano o Trebiano Magra è una frazione del comune ligure di Arcola, nella val di Magra, in provincia della Spezia. Già comune autonomo, fu accorpato nel 1870 al comune di Arcola, all'epoca in provincia di Genova.

## Storia

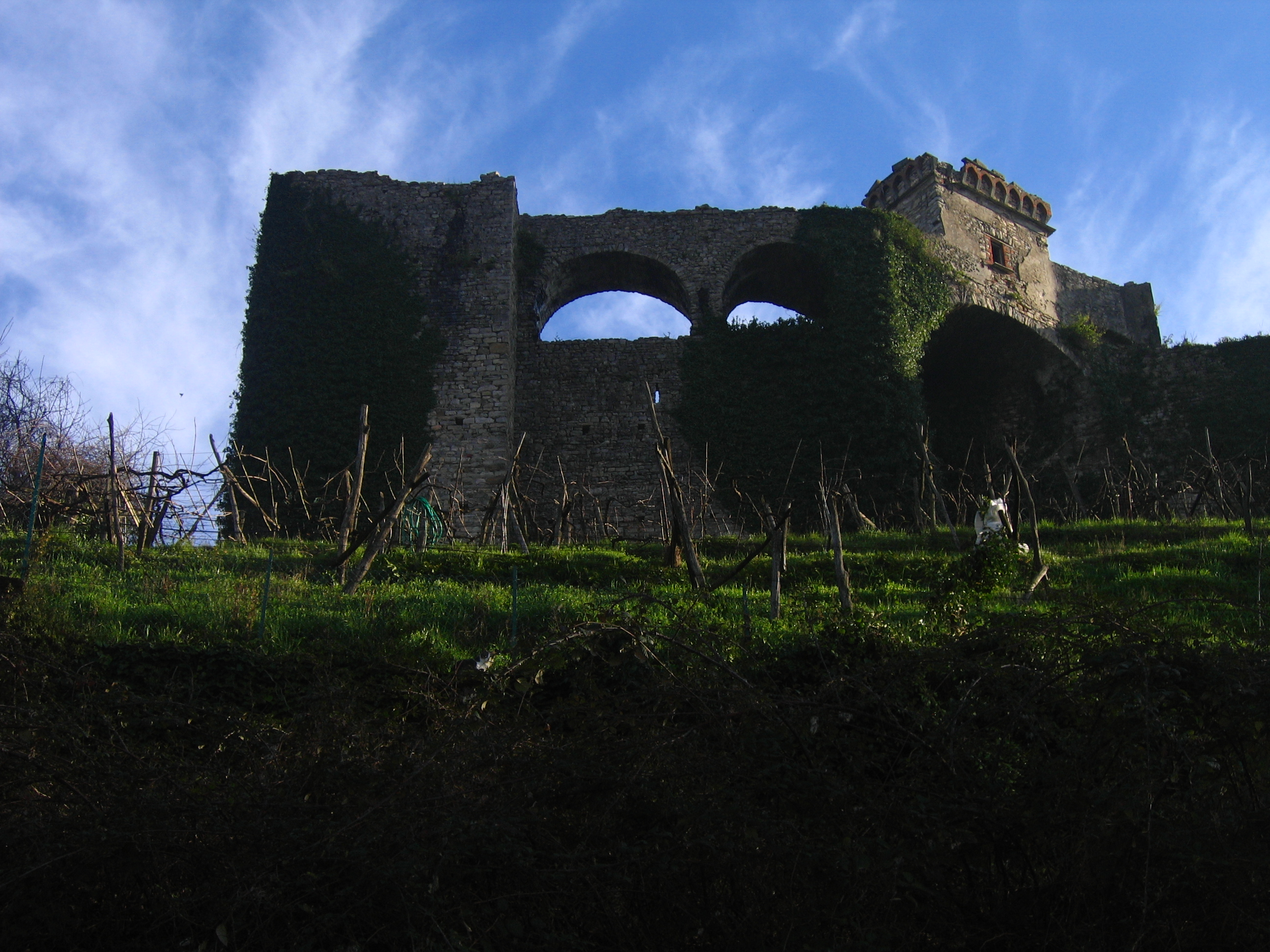
Il castello di Trebiano

Disposto lungo un pendio a 162 metri sul livello del mare Trebiano è dominato dai ruderi dell'antico castello.
Il nome del paese e un'ara dedicata ai Lari dell'aruspice Pezione Villico, che si conserva nell'oratorio, confermano che Trebiano esisteva già in epoca romana.
La prima citazione del borgo risale infatti a quando, dopo la definitiva conquista sui Liguri, il toponimo di Gens Trebia viene citato nella partizione dei terreni tra le comunità di Bolano, Ponzano, Albiano e Vezzano Ligure. 
Il borgo è menzionato nel 963, come castello, in un diploma dell'imperatore Ottone I di Sassonia.
Sottoposto politicamente agli Obertenghi che dominavano il borgo di Arcola e quindi è governato dai Conti di Vezzano e dai Vescovi di Luni.
Nel XIII secolo è sottoposto alla dominazione di Pisa fino al 1254 quando è conquistato dalla Repubblica di Genova. 
Arcola diventa dominio genovese solamente nel 1278 e con Trebiano i due borghi conviveranno con statuti simili, concessi dai Genovesi, a partire dall'11 febbraio del 1450.

## Monumenti e luoghi d'interesse

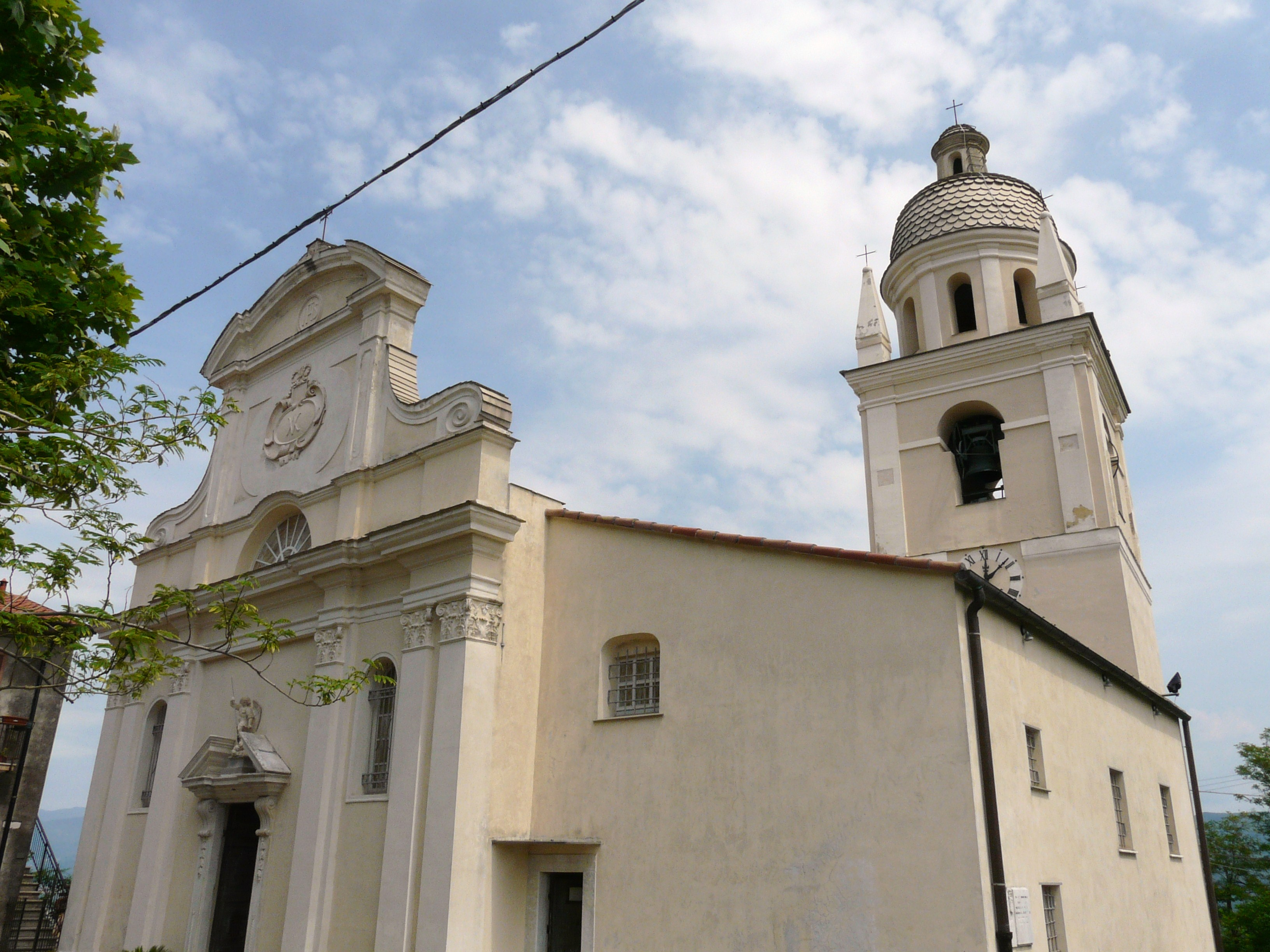
La pieve parrocchiale di San Michele Arcangelo

### Architetture religiose
La prima pieve - Plebem de Trebiano - è citata in una bolla pontificia di papa Eugenio III nel 1149. 

L'odierna pieve parrocchiale di San Michele Arcangelo è stata costruita nel XVI secolo. 

Al suo interno sono conservati diverse opere pittoriche e scultoree. Di notevole interesse è l'antichissima Croce lignea dipinta su fondo quadrettato, recentemente restaurata pur con parti mancanti, ed ora esposta nella piccola navata di sinistra della pieve.

### Architetture militari
- Castello di Trebiano.Il castello di Trebiano fu costruito sul colle dai vescovi di Luni che lo utilizzarono residenza feudale e roccaforte. È citato per la prima volta in un diploma del 963 dell'imperatore Ottone I.
Nel 1039, come l'intero feudo, divenne dominio dei Signori di Trebiano vicini alla diocesi lunense. 
Divenuto possedimento genovese nel XIII secolo, il castello fu conquistato dal nobile spezzino Antonio Biassa nel 1442.

- A Trebiano sono le vecchie carceri costruite nel 1798, quando Trebiano era comune[2].

## Cultura

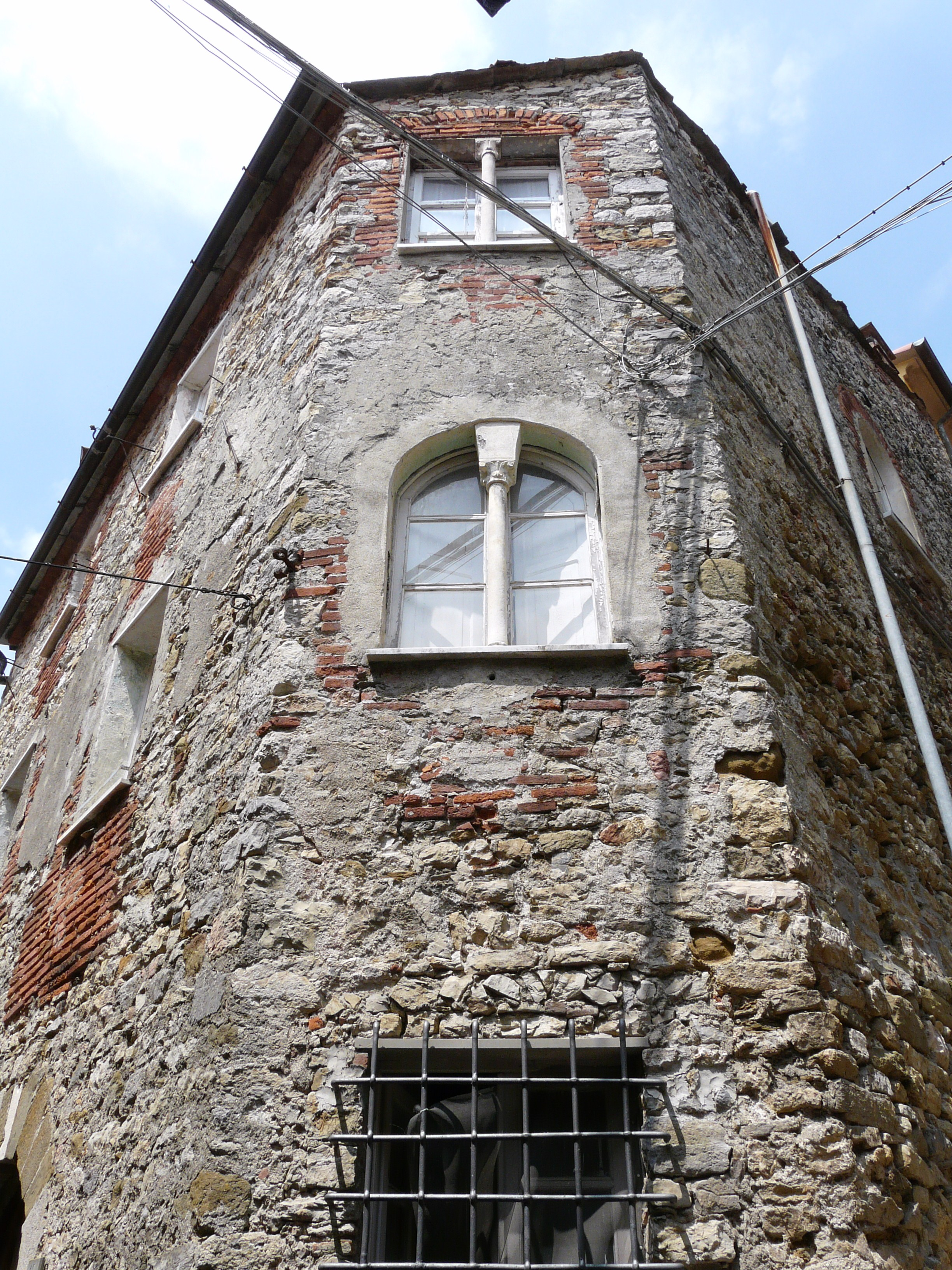
Trebiano, antiche bifore

Una leggenda popolare vuole che nel castello di Trebiano sia celata la copia autografa della Divina Commedia.
Negli anni '60 del XX secolo la pittrice francese Hélène de Beauvoir stabilì il suo studio a Trebiano.

### Eventi
- Festa patronale di San Rocco il 16 agosto.
- Natale di Trebiano il 19 maggio.